# Canton de Bastelica
Le canton de Bastelica est une ancienne division administrative française, située dans le département de la Corse-du-Sud en région Corse.

## Géographie
Ce canton était organisé autour de Bastelica dans l'arrondissement d'Ajaccio. Son altitude variait de 9 m pour Eccica-Suarella à 2 347 m pour Bastelica, avec une moyenne de 652 m.

## Histoire
- De tous temps, la région de Bastelica, ou pieve de Cauro, est l'un des centres politiques de l'île, que ce soit au Moyen Âge, alors que la piève possède de nombreuses fortifications et châteaux, où certains comtes de Corse demeurent à Cauro et y meurent comme Arrigo Bel Messer ; ou à la Renaissance avec Sampiero Corso ; ou encore à l'époque moderne lorsque Pascal Paoli nomme Santo Folacci, originaire d'Eccica Suarella, régent du Dilà dai monti.

- À la Révolution, la piève devient le canton de Bastelica.

- De 1833 à 1848, les cantons de Bastelica et de Bocognano avaient le même conseiller général. Le nombre de conseillers généraux était limité à 30[1].

- Par le décret du 24 février 2014, le canton est supprimé à compter des élections départementales de mars 2015[2]. Les communes de Bastelica, Ocana et Tolla sont rattachées au canton de Gravona-Prunelli, celles de Cauro et d'Eccica-Suarella rejoignent le canton de Taravo-Ornano.

## Administration

### Conseillers généraux de 1833 à 2015
| Période                                  | Période           | Identité                                 | Étiquette                           | Qualité                                                                                                 |
| ---------------------------------------- | ----------------- | ---------------------------------------- | ----------------------------------- | --- |
| 1833                                     | 1834 (démission)  | Ange Pascal Costa                        |                                     | Nommé à la Sous-Préfecture de Sartène                                                                   |
| 1834                                     | 1839              | Dominique Jérôme Pietrasanta (1790-1878) |                                     | Procureur du Roi à Ajaccio                                                                              |
| 1839                                     | 1847              | Ascagne Cunéo d'Ornano                   |                                     | Maire d'Ajaccio (1832-1837)                                                                             |
| 1847                                     | 1848              | Paul-François Peraldi (1803-1880)        |                                     | Conseiller à la Cour d'Appel de Bastia Maire d'Ajaccio (1837-1848) Elu en 1852 dans le Canton d'Ajaccio |
| 1848                                     | 1852              | Bernardin Rossi (1815-1896)              |                                     | Procureur de la République près le Tribunal de Prades puis d'Ajaccio                                    |
| 1852                                     | 1867              | Alexandre Michel Costa (1804-1868)       |                                     | Avocat, juge de paix à Bastelica                                                                        |
| 1867                                     | 1871              | Paul François Pasqualini (1794-1874)     |                                     | Avocat à Ajaccio, ancien bâtonnier                                                                      |
| 1871                                     | 1874              | Jean-François Costa (1813-1889)          |                                     | Conseiller référendaire à la Cour des Comptes                                                           |
| 1874                                     | 1881 (annulation) | Luc Folacci                              | Droite bonapartiste                 | Propriétaire                                                                                            |
| 1881                                     | 1887              | François Marie Giordani                  | Républicain                         | Capitaine en retraite                                                                                   |
| 1886                                     | 1892              | Paul Ferrucci                            | Républicain                         | Propriétaire à Ajaccio Directeur des messageries-poste de la Corse                                      |
| 1892                                     | 1899 (annulation) | Sampieru Porri                           | Républicain aréniste puis gaviniste | Avocat et publiciste à Ajaccio                                                                          |
| 1899                                     | 1910              | Alphonse Folacci                         | Républicain rallié                  | Médecin à Bastelica, maire d'Eccica-Suarella                                                            |
| 1910                                     | 1914              | Léon Gistucci                            | Rad.                                | Professeur agrégé au lycée Ampère à Lyon puis Inspecteur d'Académie à Saint-Brieuc (Côtes-du-Nord)      |
| 1914                                     | 1919              | siège vacant                             |                                     | |
| 1919                                     | 1940              | Jean Augustin Seta (1885-1978)           | Rad.                                | Médecin Maire de Bastelica (1918-1974)                                                                  |
|                                          |                   |                                          |                                     | |
| 1945                                     | 1967              | Jean Augustin Seta                       | Rad.                                | Médecin Président du Conseil Général (1953-1956) Maire de Bastelica (1918-1974)                         |
| 1967                                     | 1979              | François-Xavier Seta                     | Rad. puis MRG                       | |
| 1979                                     | 1992              | Pierre Porri                             | DVG puis DVD                        | Maire de Bastelica                                                                                      |
| 1992                                     | 1998              | Paul-François Pellegrinetti              | DVG                                 | Maire d'Eccica-Suarella                                                                                 |
| 1998                                     | 2000 (décès)      | François Teodori                         | DVD                                 | Maire de Cauro                                                                                          |
| 2000                                     | 2004              | Frédéric Grossi                          | DVD                                 | Médecin généraliste à Bastelica                                                                         |
| 2004                                     | 2015              | Paul-François Pellegrinetti              | DVG, apparenté PRG                  | Maire de Eccica-Suarella (1989-2014)                                                                    |
| Les données manquantes sont à compléter. |                   |                                          |                                     | |

- Résultats des élections cantonales

### Conseillers d'arrondissement (de 1833 à 1940)
| Période                                  | Période | Identité                   | Étiquette       | Qualité |
| ---------------------------------------- | ------- | -------------------------- | --------------- | --- |
| 1833                                     | 1839    | M. Poli                    |                 | Négociant à Ajaccio                                                                                         |
| 1839                                     |         | Louis Poggi                |                 | Médecin |
|                                          |         |                            |                 | |
| 1848                                     | 1852    | Dominique Porri            |                 | Capitaine en retraite                                                                                       |
| 1852                                     |         | Jean Marietti              |                 | Maitre d'études à l'Ecole Normale, puis régent du collège Fesch d'Ajaccio                                   |
|                                          |         |                            |                 | |
| 1870                                     |         | Dominique Casanova         |                 | Maire de Tolla                                                                                              |
|                                          |         |                            |                 | |
| avant 1877                               | 1880    | Alexandre Bolelli (?-1901) |                 | Médecin, maire de Bastelica                                                                                 |
| 1880                                     |         | Jean-François Pasqualini   |                 | Propriétaire à Ajaccio                                                                                      |
|                                          |         |                            |                 | |
| 1913                                     |         | M. Riesi                   |                 | Adjoint au maire de Cauro                                                                                   |
|                                          | 1940    | M. Casanova                | Parti Landryste | |
| 1940                                     |         |                            |                 | Les conseils d'arrondissement ont été suspendus par la loi du 12 octobre 1940 et n'ont jamais été réactivés |
| Les données manquantes sont à compléter. |         |                            |                 | |

## Composition
Le canton de Bastelica comprenait cinq communes et comptait 3 597 habitants (population municipale de 2012).
| Nom                   | Code Insee | Intercommunalité                        | Population (dernière pop. légale) |
| --------------------- | ---------- | --------------------------------------- | --------------------------------- |
| Bastelica (chef-lieu) | 2A031      | CC Celavu-Prunelli                      | 544 (2014)                        |
| Cauro                 | 2A085      | CC de la Pieve de l'Ornano et du Taravo | 1 331 (2014)                      |
| Eccica-Suarella       | 2A104      | CC Celavu-Prunelli                      | 1 117 (2014)                      |
| Ocana                 | 2A181      | CC Celavu-Prunelli                      | 561 (2014)                        |
| Tolla                 | 2A326      | CC Celavu-Prunelli                      | 115 (2014)                        |

## Démographie
| 1962  | 1968  | 1975  | 1982  | 1990  | 1999  | 2006  | 2011  | 2012  |
| ----- | ----- | ----- | ----- | ----- | ----- | ----- | ----- | ----- |
| 2 362 | 2 229 | 2 147 | 2 261 | 2 236 | 2 696 | 3 204 | 3 543 | 3 597 |

Un recensement fait état de 5 446 habitants en 1863.